# Conseil souverain de Brabant
 (mai 2024).
Si vous disposez d'ouvrages ou d'articles de référence ou si vous connaissez des sites web de qualité traitant du thème abordé ici, merci de compléter l'article en donnant les références utiles à sa vérifiabilité et en les liant à la section « Notes et références ».
Le Conseil souverain de Brabant était le tribunal suprême du duché de Brabant, en vertu de la charte de Cortenbergh de 1312.

## Composition
Le conseil souverain de Brabant est composé d'un chancelier, de quinze conseillers, d'un conseiller-fiscal, d'un procureur général, de deux greffiers et de six secrétaires.
Il est divisé en deux chambres formées par le chancelier selon son bon vouloir. La première chambre est présidée par le chancelier et comporte huit juges appelés conseillers ; la seconde chambre compte sept conseillers.
Ces postes ne peuvent être exercés que par des citoyens brabançons à l'exception de deux places de conseillers et deux de secrétaires qui peuvent être conférées par le souverain à des étrangers de valeur. C'est ainsi que des ressortissants de pays étrangers, des Hollandais, des Flamands, des Hennuyers, des Luxembourgeois (comme Ferdinand Rapedius de Berg), purent exercer des fonctions au conseil de Brabant.
Les charges au conseil de Brabant sont personnelles et non vénales et conférées par les ducs de Brabant jusqu'à 1795, aux plus éminents jurisconsultes du duché.

## Pouvoir juridictionnel
Le conseil souverain de Brabant ne se limite pas à être uniquement un tribunal d'appel et de cassation jugeant en dernier ressort, il était aussi le gardien des privilèges du duché et était compétent dans divers domaines.

## Pouvoir législatif
Toute ordonnance du souverain ne pouvait prendre effet sans avoir reçu l'aval d'un des secrétaires du Conseil et être muni du sceau du chancelier de Brabant.

## Ressort
La juridiction du conseil souverain de Brabant s'exerce sur le duché de Brabant, le marquisat du Saint-Empire, le territoire du duché de Limbourg y compris les pays dits d'Outre-Meuse (pays de Fauquemont, de Dalhem et de Rolduc).

## Siège

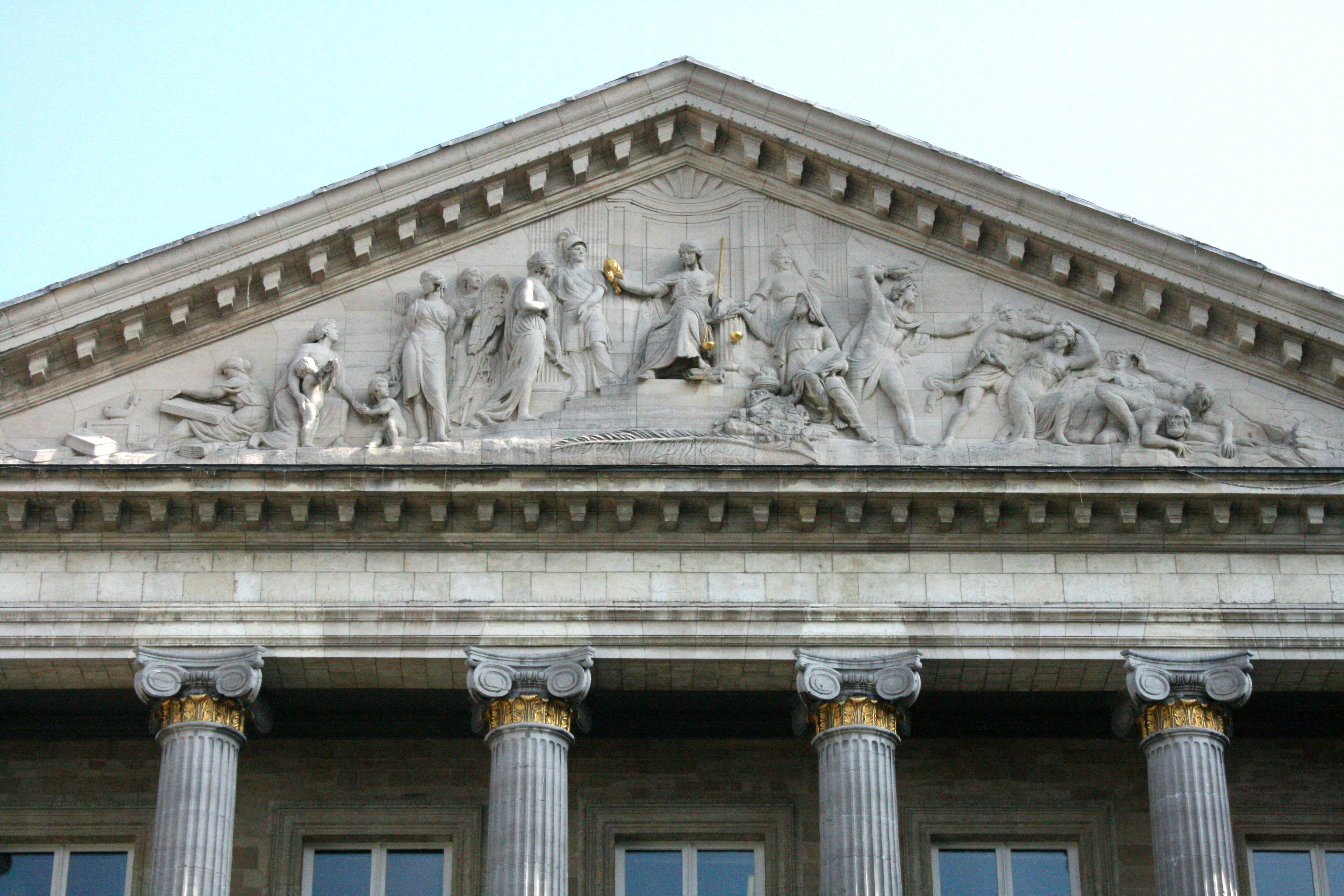
Le fronton du Conseil souverain de Brabant, avec une nouvelle suite allégorique de Gilles-Lambert Godecharle où il remplaça son premier travail de 1779.

### Cortenbergh (1312-1463)
À l'origine le conseil siégeait dans le village de Cortenbergh où il fut établi en 1312 par Jean II de Brabant via la charte de Cortenbergh. Philippe le Bon, le ramena à Bruxelles en 1463.

### Bruxelles, rue du Parchemin (1494-1783)
Le besoin se fit alors sentir de disposer d'un bâtiment propre pour le conseil qui depuis son transfert à Bruxelles en 1463 siégeait dans le palais ducal. La ville de Bruxelles acheta en ce sens en 1494 à l'abbaye de Parc des bâtiments qu'elle possédait rue du Parchemin. Cette propriété servit de logement de fonction au chancelier de Brabant et de siège au Conseil souverain. L'édifice fut ensuite démoli et reconstruit par la ville de Bruxelles en 1684.

### Bruxelles, futur palais de la Nation (1783-)
Le Conseil souverain de Brabant resta rue du Parchemin jusqu'à ce qu'il s'installe dans ses nouveaux bâtiments qui quoique fort remaniés dans leur partie interne, existent toujours dans leur aspect original et forment actuellement le palais de la Nation, siège du parlement belge. La première pierre en fut posée le 22 août 1779, par le prince de Stahremberg, sous le règne de Marie-Thérèse d'Autriche. Le bâtiment appelé Palais de Brabant fut terminé en 1783.
La façade est construite d'après les plans de l'architecte Barnabé Guimard et l'intérieur d'origine était l'œuvre de l'architecte Philippe-Jérôme Sandrié. Le sculpteur Gilles-Lambert Godecharle y sculpta sur le fronton une scène allégorique en ronde-bosse la Justice récompensant la Vertu, protégeant la Faiblesse et chassant les Vices.
Le 29 décembre 1820 un incendie ravagea le bâtiment qui était devenu le siège bruxellois des États généraux du royaume uni des Pays-Bas et l'endommage considérablement. Godecharle surveilla personnellement la restauration du bas-relief.

## Archives
- Avis donné par le Conseil de Brabant, requis par S. A. Sérénissime Marie Élisabeth, à l'occasion de faire publier un catalogue des livres défendus dans les Pays-Bas par Monsieur Fariseaux, 12 janvier 1736. 160 p., Universiteitsbibliotheek Gent, rug01:000995002